# Lactoria
Lactoria – rodzaj morskich ryb rozdymkokształtnych z rodziny kosterowatych.

## Klasyfikacja
Gatunki zaliczane do tego rodzaju:
- Lactoria cornuta – kostera rogata[3], kostera rogaczek[4]
- Lactoria diaphana
- Lactoria fornasini – kostera grzbietoroga[5]
- Lactoria paschae

Gatunkiem typowym jest Ostracion cornutus (=L. cornuta).

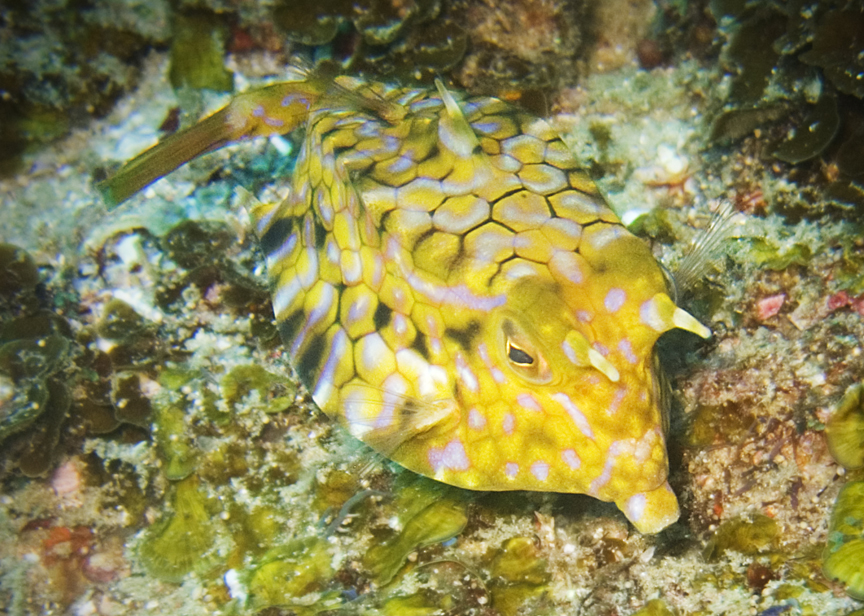
Lactoria fornasini